# Diocesi di Enugu
La diocesi di Enugu (in latino Dioecesis Enuguensis) è una sede della Chiesa cattolica in Nigeria suffraganea dell'arcidiocesi di Onitsha. Nel 2021 contava 1.376.948 battezzati su 2.019.521 abitanti. È retta dal vescovo Callistus Valentine Onaga.

## Territorio
La diocesi comprende parte dello stato nigeriano di Enugu.
Sede vescovile è la città di Enugu, dove si trova la cattedrale dello Spirito Santo.
Il territorio è suddiviso in 206 parrocchie.

## Storia
La diocesi è stata eretta il 12 novembre 1962 con la bolla Quod divinus di papa Giovanni XXIII, ricavandone il territorio dall'arcidiocesi di Onitsha.
Il 19 novembre 1990 e l'8 luglio 2005 ha ceduto porzioni del suo territorio a vantaggio dell'erezione rispettivamente delle diocesi di Nsukka e di Awgu.

## Cronotassi dei vescovi
Si omettono i periodi di sede vacante non superiori ai 2 anni o non storicamente accertati.
- John of the Cross Anyogu † (12 novembre 1962 - 5 luglio 1967 deceduto)
  - Sede vacante (1967-1970)
- Godfrey Okoye, C.S.Sp. † (7 marzo 1970 - 17 marzo 1977 deceduto)
- Michael Ugwu Eneja † (10 novembre 1977 - 8 novembre 1996 ritirato)
- Anthony Okonkwo Gbuji (8 novembre 1996 - 9 febbraio 2009 ritirato)
- Callistus Valentine Onaga, dal 9 febbraio 2009

## Statistiche
La diocesi nel 2021 su una popolazione di 2.019.521 persone contava 1.376.948 battezzati, corrispondenti al 68,2% del totale.
| anno | popolazione | popolazione | popolazione | presbiteri | presbiteri | presbiteri | presbiteri                | diaconi | religiosi | religiosi | parrocchie |
| anno | battezzati  | totale      | %           | numero     | secolari   | regolari   | battezzati per presbitero | diaconi | uomini    | donne     | parrocchie |
| ---- | ----------- | ----------- | ----------- | ---------- | ---------- | ---------- | ------------------------- | ------- | --------- | --------- | ---------- |
| 1969 | ?           | ?           | ?           | 5          | 5          |            | ?                         |         |           |           |            |
| 1980 | 350.000     | 2.365.000   | 14,8        | 79         | 66         | 13         | 4.430                     |         | 34        | 157       | 38         |
| 1990 | 998.987     | 2.740.973   | 36,4        | 164        | 126        | 38         | 6.091                     |         | 286       | 167       | 61         |
| 1999 | 603.000     | 1.028.000   | 58,7        | 172        | 128        | 44         | 3.505                     |         | 448       | 289       | 87         |
| 2000 | 2.000.000   | 3.600.000   | 55,6        | 183        | 138        | 45         | 10.928                    |         | 447       | 295       | 95         |
| 2001 | 2.100.000   | 3.700.000   | 56,8        | 238        | 187        | 51         | 8.823                     |         | 414       | 343       | 95         |
| 2002 | 2.117.336   | 3.734.516   | 56,7        | 234        | 181        | 53         | 9.048                     |         | 407       | 390       | 98         |
| 2003 | 2.146.095   | 3.752.276   | 57,2        | 262        | 208        | 54         | 8.191                     |         | 373       | 405       | 112        |
| 2004 | 2.188.140   | 3.857.157   | 56,7        | 272        | 214        | 58         | 8.044                     |         | 401       | 434       | 123        |
| 2006 | 1.270.979   | 2.118.298   | 60,0        | 242        | 191        | 51         | 5.251                     |         | 285       | 352       | 111        |
| 2013 | 1.334.432   | 2.537.113   | 52,6        | 380        | 288        | 92         | 3.511                     |         | 411       | 522       | 167        |
| 2016 | 1.368.904   | 2.671.111   | 51,2        | 420        | 303        | 117        | 3.259                     |         | 420       | 478       | 188        |
| 2019 | 1.431.400   | 2.808.450   | 51,0        | 482        | 336        | 146        | 2.969                     |         | 358       | 550       | 204        |
| 2021 | 1.376.948   | 2.019.521   | 68,2        | 529        | 390        | 139        | 2.602                     |         | 495       | 534       | 206        |